# Nico Müller
Nico Sebastian Müller (Thun, 25 febbraio 1992) è un pilota automobilistico svizzero.
Dal 2023 è pilota ufficiale della Peugeot con cui corre nel Campionato del mondo endurance, inoltre corre in Formula E con il team Andretti Global.
Dal 2014 al 2021 ha corso con l'Audi in diverse competizioni GT. Con il marchio tedesco ha ottenuto undici vittorie nel DTM dove ha chiuso come vice campione nel 2019 e 2020.

## Carriera

### Kart e inizi in monoposto
Müller nel 2004 inizia la sua carriera in kart, nel 2006 è arrivato terzo nella Cup Switzerland ICA Junior e secondo nel Campionato svizzero juniores. Nel 2007 ha vinto il suo primo campionato, il Bridgestone Cup Svizzera classe KF3.
Nel 2008 passa alle corse in monoposto correndo per il team Jenzer Motorsport nella Formula Renault svizzera, nel suo primo anno ottiene una vittoria, due podi e chiude quinto in classifica. L'anno successivo continua nella serie dominando il campionato con nove vittorie.
Nel 2010, Müller passa alla GP3 Series sempre con Jenzer. Ottiene due vittorie nelle serie e chiude terzo in classifica piloti dietro Esteban Gutiérrez e Robert Wickens. L'anno seguente continua nella serie dove ottiene una sola vittoria chiudendo quarto in classica a 28 punti dal campione Valtteri Bottas. Nei due anni successivi corre nella Formula Renault 3.5 con Draco Racing

### DTM e GT Word

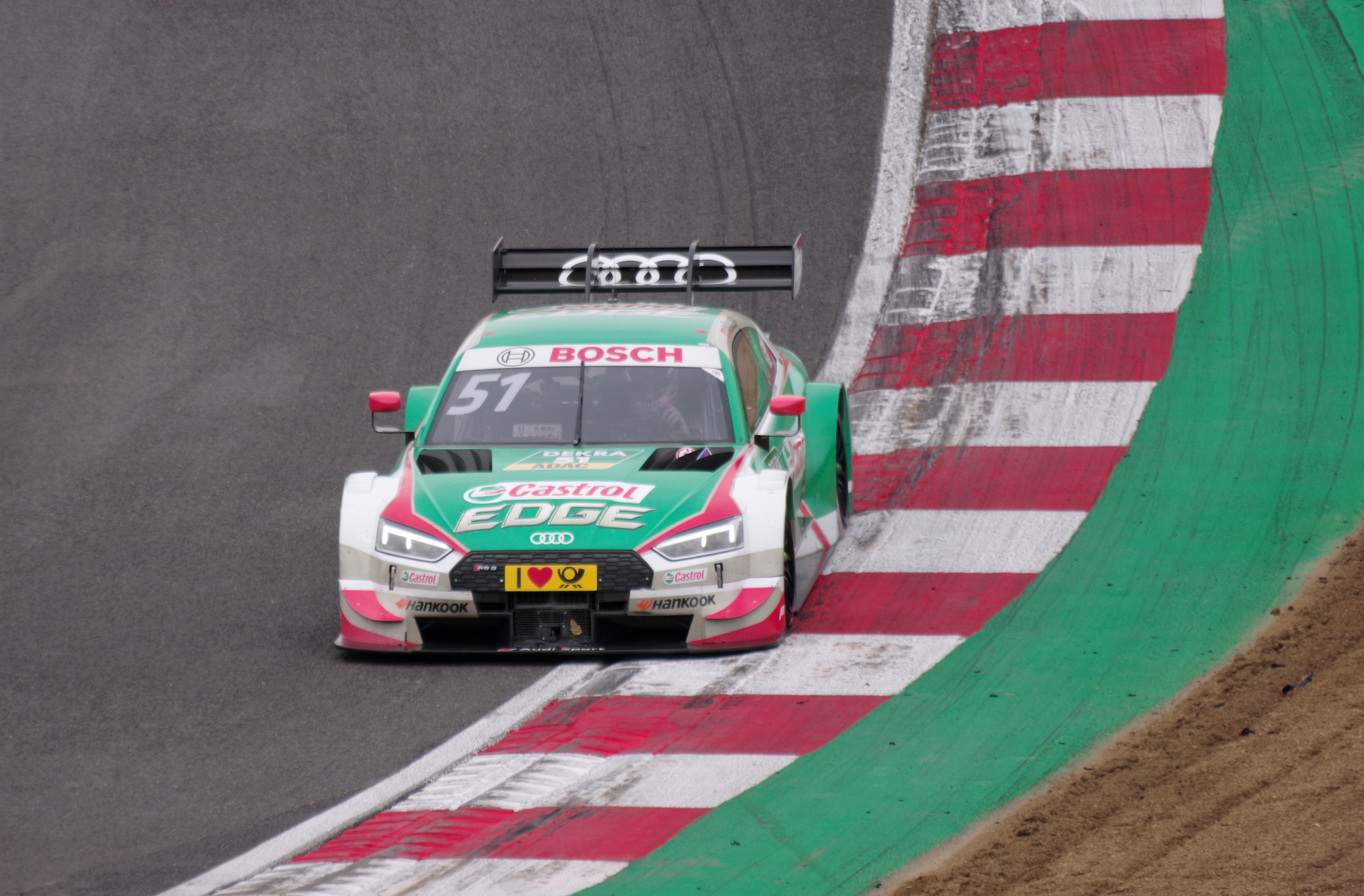
Nico Müller su Audi RS5 a Brands Hatch durante il DTM 2018

Nel 2014 viene ingaggiato dall'Audi Sport Team Rosberg per correre nel DTM. Conquista punti solo nella gara a Mosca grazie a un quinto posto e chiude il suo primo anno al 19º posto; anche nella stagione successiva conquista pochi punti. La svolta arriva nel 2016, quando passa al Team Abt e conquista il suo primo podio a Hockenheimring e la sua prima vittoria al Norisring davanti a Tom Blomqvist; chiude 9º in classifica finale. Nei due anni seguenti conquista altri cinque podi ma non riesce a raggiungere la vittoria. Viene confermato dal team Abt anche per la stagione 2019, conquista tre vittorie e altri sette podi che lo portano alla seconda posizione in classifica generale. La stagione successiva si dimostra ancora più positiva della precedente, arrivano sei vittorie e conclude ancora secondo dietro a René Rast.
Nel 2021 ritorna al Team Rosberg con cui aveva esordito nel 2016, con la Audi R8 LMS Evo arriva a podio già nella seconda gara a Monza. L'anno seguente Müller viene confermato dal Team, lo svizzero correrà parallelamente anche nel WEC. Nella seconda gara stagionale a Portimão ritrova la vittoria, battendo Felipe Fraga e Mirko Bortolotti. Inoltre sempre con Audi correrà nella serie endurance del GT World Challenge Europe, insieme a Frédéric Vervisch e Valentino Rossi.
Nel settembre del 2022 annuncia che a fine anno lascerà il marchio Audi.

### Formula E

#### Dragon (2019-2021)
Nel 2019 il team GEOX Dragon ingaggia Müller e l'ex pilota di Formula 1 Brendon Hartley per il Campionato di Formula E per la stagione 2019-2020.. Esordisce alla guida della Penske EV-4 nel E-Prix di Dirʿiyya in Arabia Saudita: la sua prima stagione è deludente, non riesce ad ottenere punti e finisce venticinquesimo in classifica.
Müller viene confermato per la stagione successiva dal team con un nuovo compagno di team, Sérgio Sette Câmara. La stagione inizia bene con un quinto posto nella seconda gara nel E-Prix di Dirʿiyya, il nono posto nel E-Prix di Roma e nel E-Prix di Valencia conquista il suo primo podio nella categoria grazie a un secondo posto dietro a Nyck de Vries. È costretto a saltare l'E-Prix di Puebla visto la concordanza con il DTM, viene sostituito da Joel Eriksson. In seguito viene annunciato che Müller lascia il team e la Formula E per concentrassi solo sul DTM.

#### Team Abt (2022-2024)
Dopo una stagione d'assenza, Müller ritorna in Formula E con il team ABT Cupra insieme a Robin Frijns. La stagione iniziò in modo deludente, con la squadra che cercò di recuperare il ritardo rispetto ai suoi rivali a causa della loro pausa di un anno dalla serie, la situazione fu aggravata dall'incidente del pilota svizzero durante Gara 2 a Diriyah. I primi punti arrivano a Berlino con un nono posto, mentre a Roma riesce ad ottenere il sesto, suo miglior risultato della stagione. 
L'anno seguente viene confermato dl team, questa volta in coppia con Lucas Di Grassi. Dopo quattro gare senza punti, il pilota svizzero è arrivato settimo all'ePrix inaugurale di Tokyo. Nel successivo fine settimana a Misano, Müller portò a casa il miglior risultato dell'ABT dal ritorno della squadra in Formula E con un quarto posto, perdendo il podio a favore di Nick Cassidy per meno di un decimo di secondo. 
Nel luglio del 2023 viene annunciata la separazione tra il pilota svizzero e il team ABT a fine stagione.

#### Andretti Global (2024-presente)
Per la stagione 2024-2025, Müller passa alla Andretti Global correndo per la Porsche.

### Endurance
Nel novembre del 2017, Müller partecipa alla 6 Ore di Shanghai sostituendo James Rossiter per il G-Drive Racing.

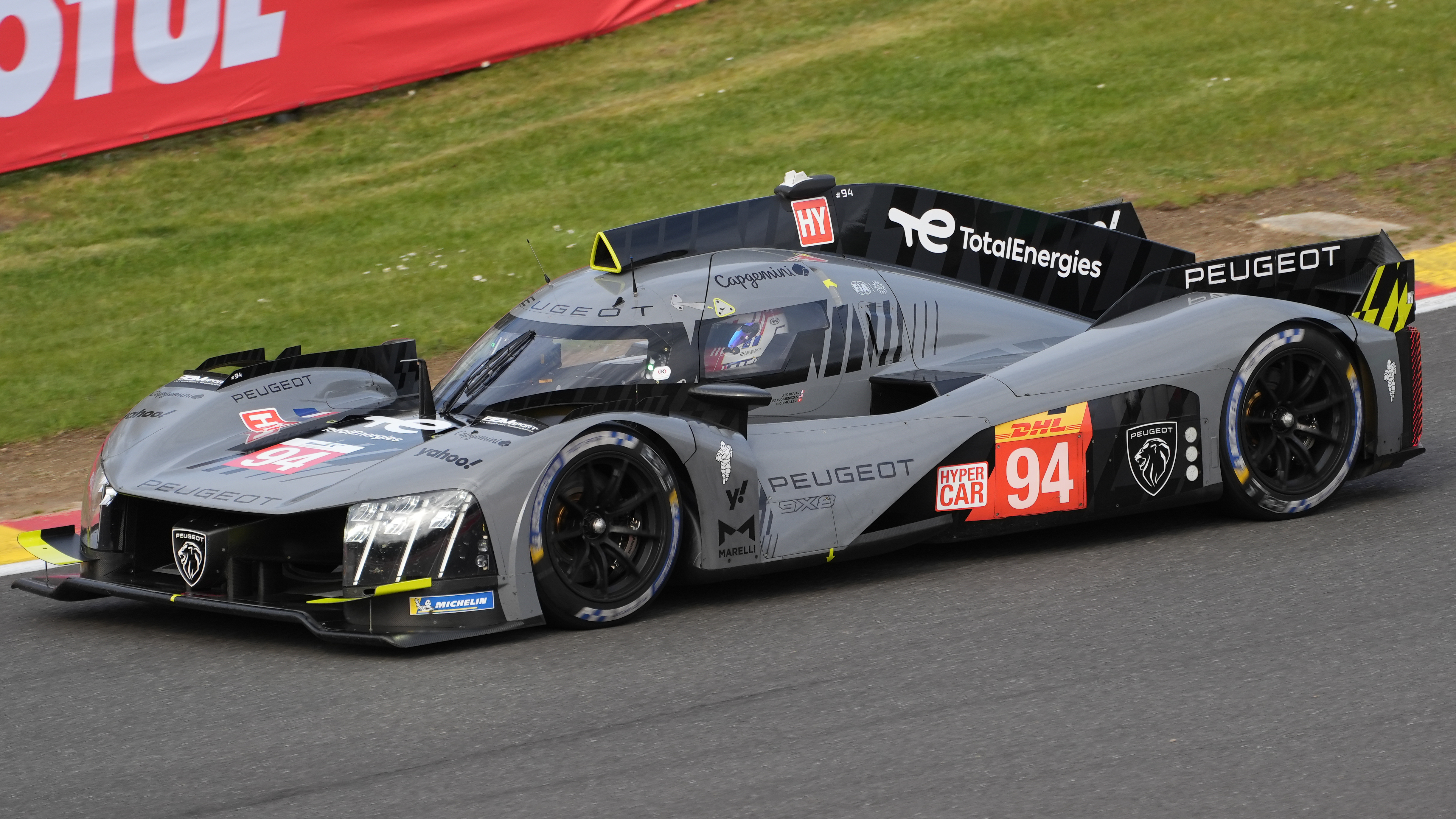
La Peugeot 9X8 di Müller durante la 6 ore di Spa 2023

Muller nel anno di pausa dalla Formula E oltre a partecipare al DTM si unisce al Vector Sport per correre nella categoria LMP2 del Campionato del mondo endurance. Inoltre corre 24 Ore di Daytona sempre nella classe LMP2 con High Class Racing.
Per la stagione 2023 Müller insieme a René Rast erano stati annunciati come due dei piloti del nuovo programma LMDh di Audi nel Campionato del mondo endurance. Nel luglio del 2022 il marchio tedesco congela il programma rinviando il suo esordio,in seguito cancella del tutto il programma. Per questo Müller annuncia l'addio ad Audi per legarsi con il progetto Hypercar della Peugeot, lo svizzero si unisce al team francese nella 8 Ore del Bahrain, ultimo round della stagione 2022.
Confermato dal team francese per la stagione 2023 insieme a Gustavo Menezes e Loïc Duval. Per colpa di un infortuno Müller salta la 6 Ore del Fuji venendo sostituito da Stoffel Vandoorne. Le prestazioni sono sotto le aspettative, riuscendo a conquistare un quinto posto nella 6 Ore di Portimão come miglior risultato. Rimasto con il team anche per il 2024 ma cambia compagni, al suo fianco trova Jean-Éric Vergne e Mikkel Jensen. Ma purtroppo i risultati non migliorano, la Peugeot 9X8 non risulta competitiva.
Nel luglio del 2024 viene annunciata la separazione tra il pilota svizzero e il team Peugeot a fine stagione. Un mese dopo viene annunciato come pilota ufficiale della Porsche. Lo svizzero non prende parte al intera stagione del WEC, il suo esordio arriva nella 6 Ore di Spa-Francorchamps guidando sulla Porsche 963 numero 5.

## Risultati sportivi

### GP3
(legenda) (Le gare in grassetto indicano la pole position) (Le gare in corsivo indicano Gpv)
| Anno | Team              | 1   | 2   | 3   | 4   | 5   | 6   | 7   | 8   | 9   | 10  | 11  | 12  | 13  | 14  | 15  | 16  | Punti | Pos. |
| ---- | ----------------- | --- | --- | --- | --- | --- | --- | --- | --- | --- | --- | --- | --- | --- | --- | --- | --- | ----- | ---- |
| 2010 | Jenzer Motorsport | ESP | ESP | TUR | TUR | VAL | VAL | GBR | GBR | GER | GER | HUN | HUN | BEL | BEL | ITA | ITA | 53    | 3º   |
| 2010 | Jenzer Motorsport | 13  | 9   | 6   | 4   | 7   | 1   | 3   | 4   | Rit | 17  | 1   | 6   | 4   | 6   | 4   | 3   | 53    | 3º   |
| 2011 | Jenzer Motorsport | TUR | TUR | ESP | ESP | VAL | VAL | GBR | GBR | GER | GER | HUN | HUN | BEL | BEL | ITA | ITA | 36    | 4º   |
| 2011 | Jenzer Motorsport | 11  | 15  | 5   | Rit | Rit | 14  | 1   | 11  | 15  | 7   | 4   | 5   | 7   | 3   | 4   | 3   | 36    | 4º   |

### Formula Renault 3.5
(legenda) (Le gare in grassetto indicano la pole position) (Le gare in corsivo indicano Gpv)
| Anno | Team                       | 1   | 2   | 3   | 4   | 5   | 6   | 7   | 8   | 9   | 10  | 11  | 12  | 13  | 14  | 15  | 16  | 17  | Punti | Pos. |
| ---- | -------------------------- | --- | --- | --- | --- | --- | --- | --- | --- | --- | --- | --- | --- | --- | --- | --- | --- | --- | ----- | ---- |
| 2012 | International Draco Racing | ARA | ARA | MON | SPA | SPA | NÜR | NÜR | MSC | MSC | SIL | SIL | HUN | HUN | LEC | LEC | CAT | CAT | 78    | 9º   |
| 2012 | International Draco Racing | Rit | Rit | 5   | 5   | 4   | 2   | Rit | 8   | Rit | Rit | 7   | 6   | Rit | 8   | 7   | 12  | 15  | 78    | 9º   |
| 2013 | International Draco Racing | MNZ | MNZ | ALC | ALC | MON | SPA | SPA | MSC | MSC | RBR | RBR | HUN | HUN | LEC | LEC | CAT | CAT | 143   | 5º   |
| 2013 | International Draco Racing | 13  | 5   | Rit | 5   | 1   | Rit | 5   | 7   | 4   | 13  | 8   | 1   | 5   | 10  | 2   | 12  | 4   | 143   | 5º   |

### Risultati completi DTM
(legenda) (Le gare in grassetto indicano la pole position) (Le gare in corsivo indicano Gpv)
| Anno | Team          | Vettura            | 1   | 2   | 3   | 4   | 5   | 6   | 7   | 8   | 9   | 10  | 11  | 12  | 13  | 14  | 15  | 16  | 17  | 18  | 19  | 20  | Punti | Pos. |
| ---- | ------------- | ------------------ | --- | --- | --- | --- | --- | --- | --- | --- | --- | --- | --- | --- | --- | --- | --- | --- | --- | --- | --- | --- | ----- | ---- |
| 2014 | Team Rosberg  | Audi RS5 DTM       | HOC | OSC | HUN | NOR | MSC | RBR | NÜR | LAU | ZAN | HOC |     |     |     |     |     |     |     |     |     |     | 10    | 19°  |
| 2014 | Team Rosberg  | Audi RS5 DTM       | 16  | 16  | 12  | 18  | 5   | 19  | Rit | Rit | Rit | 13  |     |     |     |     |     |     |     |     |     |     | 10    | 19°  |
| 2015 | Team Rosberg  | Audi RS5 DTM       | HOC | HOC | LAU | LAU | NOR | NOR | ZAN | ZAN | RBR | RBR | MSC | MSC | OSC | OSC | NÜR | NÜR | HOC | HOC |     |     | 26    | 21°  |
| 2015 | Team Rosberg  | Audi RS5 DTM       | 6   | 19  | 20  | 9   | 18  | 19† | 9   | 21† | 12  | 5   | 9   | 9   | Rit | Rit | 16  | 16  | 14  | 16  |     |     | 26    | 21°  |
| 2016 | Team Abt Audi | Audi RS5 DTM       | HOC | HOC | RBR | RBR | LAU | LAU | NOR | NOR | ZAN | ZAN | MSC | MSC | NÜR | NÜR | HUN | HUN | HOC | HOC |     |     | 88    | 9°   |
| 2016 | Team Abt Audi | Audi RS5 DTM       | 3   | 7   | 10  | Rit | 10  | 8   | 20  | 1   | 20  | 5   | 13  | 7   | 11  | 5   | 5   | Rit | 15  | 13  |     |     | 88    | 9°   |
| 2017 | Team Abt Audi | Audi RS5 DTM       | HOC | HOC | LAU | LAU | HUN | HUN | NOR | NOR | MSC | MSC | ZAN | ZAN | NÜR | NÜR | RBR | RBR | HOC | HOC |     |     | 81    | 10°  |
| 2017 | Team Abt Audi | Audi RS5 DTM       | 9   | 5   | 18  | 6   | 10  | 4   | 9   | 13  | 15  | 15  | 10  | 4   | 11  | Rit | 3   | 3   | 12  | 11  |     |     | 81    | 10°  |
| 2018 | Team Abt Audi | Audi RS5 DTM       | HOC | HOC | LAU | LAU | HUN | HUN | NOR | NOR | ZAN | ZAN | BRH | BRH | MIS | MIS | NÜR | NÜR | RBR | RBR | HOC | HOC | 96    | 10°  |
| 2018 | Team Abt Audi | Audi RS5 DTM       | 13  | 13  | Rit | 17  | 32  | 14  | 18  | 7   | Rit | 7   | 15  | 10  | 5   | 10  | 10  | 14  | 3   | 2   | 7   | 4   | 96    | 10°  |
| 2019 | Team Abt Audi | Audi RS5 Turbo DTM | HOC | HOC | ZOL | ZOL | MIS | MIS | NOR | NOR | ASS | ASS | BRH | BRH | LAU | LAU | NÜR | NÜR | HOC | HOC |     |     | 250   | 2°   |
| 2019 | Team Abt Audi | Audi RS5 Turbo DTM | 8   | 2   | 3   | 8   | 5   | 1   | 21  | 82  | 2   | 3   | 3   | 2   | 13  | 23  | 163 | 6   | 17  | 1   |     |     | 250   | 2°   |
| 2020 | Team Abt Audi | Audi RS5 Turbo DTM | SPA | SPA | LAU | LAU | LAU | LAU | ASS | ASS | NUR | NUR | NUR | NUR | ZOL | ZOL | ZOL | ZOL | HOC | HOC |     |     | 330   | 2°   |
| 2020 | Team Abt Audi | Audi RS5 Turbo DTM | 12  | 13  | 12  | 2   | 21  | 52  | 3   | 3   | 1   | 51  | 53  | 13  | 3   | 9   | 6   | 2   | 12  | 2   |     |     | 330   | 2°   |
| 2021 | Team Rosberg  | Audi R8 LMS Evo    | MNZ | MNZ | LAU | LAU | ZOL | ZOL | NÜR | NÜR | RBR | RBR | ASS | ASS | HOC | HOC | NOR | NOR |     |     |     |     | 56    | 10°  |
| 2021 | Team Rosberg  | Audi R8 LMS Evo    | 7   | 2   | 13  | 10  | 10  | 4   | 7   | 9   | Rit | 14  | Rit | 8   | Rit | 12  | 8   | 15  |     |     |     |     | 56    | 10°  |
| 2022 | Team Rosberg  | Audi R8 LMS Evo    | POR | POR | LAU | LAU | IMO | IMO | NOR | NOR | NÜR | NÜR | SPA | SPA | RBR | RBR | HOC | HOC |     |     |     |     | 105   | 7°   |
| 2022 | Team Rosberg  | Audi R8 LMS Evo    | Rit | 1   | Rit | 5   | 2   | 8   | Rit | 12  | Rit | 6   | 6   | 22  | 63  | 7   | 8   | 6   |     |     |     |     | 105   | 7°   |

### Risultati in Formula E
| Anno | Squadra                  | Vettura                             | 1                   | 2            | 3           | 4                                               | 5      | 6       | 7       | 8       | 9       | 10     | 11     | 12      | 13    | 14     | 15      | 16     | Punti | Pos. |
| --- | ------------------------ | ----------------------------------- | ------------------- | ------------ | ----------- | ----------------------------------------------- | ------ | ------- | ------- | ------- | ------- | ------ | ------ | ------- | ----- | ------ | ------- | ------ | ----- | ---- |
| 2019-20 | Dragon Racing            | Spark-Penske EV-4                   | DIR NP              | DIR Rit      | SAN 12      | MAR Rit                                         | BER 20 | BER NC  | BER 14  | BER 12  | BER 20  | BER 17 | BER 22 |         |       |        |         |        | 0     | 25°  |
| 2020-21 | Dragon Racing            | Spark-Penske EV-4 Spark-Penske EV-5 | DIR 21              | DIR 5        | ROM 13      | ROM 9                                           | VAL 2  | VAL 20  | MON 18  | PUE     | PUE     | NYC    | NYC    | LON     | LON   | BER    | BER     |        | 30    | 20°  |
| 2022-23 | ABT Cupra Formula E Team | Spark-Mahindra M9Electro            | MEX 14              | DIR Rit      | DIR Rit     | HYD 11                                          | CAP WD | SAP Rit | BER 15  | BER 9   | MON Rit | GIA 11 | GIA 12 | POR Rit | ROM 6 | ROM 10 | LON Rit | LON 10 | 15    | 19°  |
| 2023-24 | ABT Cupra Formula E Team | Spark-Mahindra M9Electro            | MEX 17              | DIR 18       | DIR 13      | SAP 21                                          | TOK 7  | MIS 11  | MIS 4   | MON Rit | BER     | BER    | SHA 15 | SHA 15  | POR 5 | POR 5  | LON 6   | LON 7  | 52    | 12º  |
| 2024-25 | Avalanche Andretti       | Spark-Porsche 99X Electric          | SAP Rit             | MEX 9        | JED Rit     | JED 11                                          | MIA 4  | MON 5   | MON Rit | TOK 12  | TOK 11  | SHA    | SHA    | GIA     | BER   | BER    | LON     | LON    | 24*   |      |
| \| Legenda \| 1º posto \| 2º posto \| 3º posto \| A punti \| Senza punti \| Grassetto=Pole position Corsivo=Giro più veloce \| \| Legenda \| Solo prove/Terzo pilota \| Non qualificato \| Ritirato/Non class. \| Squalificato \| Non partito \| Grassetto=Pole position Corsivo=Giro più veloce \| |                          |                                     |                     |              |             |                                                 |        |         |         |         |         |        |        |         |       |        |         |        |       |      |
| Legenda | 1º posto                 | 2º posto                            | 3º posto            | A punti      | Senza punti | Grassetto=Pole position Corsivo=Giro più veloce |        |         |         |         |         |        |        |         |       |        |         |        |       |      |
| Legenda | Solo prove/Terzo pilota  | Non qualificato                     | Ritirato/Non class. | Squalificato | Non partito | Grassetto=Pole position Corsivo=Giro più veloce |        |         |         |         |         |        |        |         |       |        |         |        |       |      |

- G: Pilota col giro più veloce nel gruppo di qualifica.
- *: Fanboost

### Risultati nel WEC
| Anno    | Squadra                   | Classe   | Vettura         | SIL | SPA | LMS | NUR | MEX | COA | FUJ | SHA | BHR | Punti | Pos. |
| ------- | ------------------------- | -------- | --------------- | --- | --- | --- | --- | --- | --- | --- | --- | --- | ----- | ---- |
| 2017    | G-Drive Racing            | LMP2     | Oreca 07-Gibson |     |     |     |     |     |     |     | 7   |     | 6     | 27°  |
| Anno    | Squadra                   | Classe   | Vettura         | SEB | SPA | LMS | MON | FUJ | BHR |     |     |     | Punti | Pos. |
| 2022    | Vector Sport              | LMP2     | Oreca 07-Gibson | NC  | 10  | 13  | 3   |     |     |     |     |     | 16    | 17°  |
| 2022    | Peugeot Sport             | LMH      | Peugeot 9X8     |     |     |     |     |     | 4   |     |     |     | 18    | 9°   |
| Anno    | Squadra                   | Classe   | Vettura         | SEB | ALG | SPA | LMS | MON | FUJ | BHR |     |     | Punti | Pos. |
| 2023    | Peugeot Sport             | Hypercar | Peugeot 9X8     | NC  | 5   | 9   | 9   | 11  |     | 8   |     |     | 22    | 13°  |
| Anno    | Squadra                   | Classe   | Vettura         | QAT | IMO | SPA | LMS | SÃO | COA | FUJ | BHR |     | Punti | Pos. |
| 2024    | Peugeot Sport             | Hypercar | Peugeot 9X8     | SQ  | 9   | 10  | 12  | 8   | 12  | 4   | 3   |     | 42    | 12°  |
| Anno    | Squadra                   | Classe   | Vettura         | QAT | IMO | SPA | LMS | SÃO | COA | FUJ | BHR |     | Punti | Pos. |
| 2025    | Porsche Penske Motorsport | Hypercar | Porsche 963     |     |     | 12  |     |     |     |     |     |     | 0*    |      |
| Legenda |                           |          |                 |     |     |     |     |     |     |     |     |     |       |      |

* Stagione in corso.

### Risultati 24 Ore di Le Mans
| Anno | Team          | Co-Piloti                      | Auto            | Classe   | Giri | Pos. | Classe Pos. |
| ---- | ------------- | ------------------------------ | --------------- | -------- | ---- | ---- | ----------- |
| 2022 | Vector Sport  | Sébastien Bourdais Ryan Cullen | Oreca 07-Gibson | LMP2     | 357  | 27°  | 22°         |
| 2023 | Peugeot Sport | Loïc Duval Gustavo Menezes     | Peugeot 9X8     | Hypercar | 312  | 27°  | 12°         |
| 2024 | Peugeot Sport | Jean-Éric Vergne Mikkel Jensen | Peugeot 9X8     | Hypercar | 309  | 12°  | 12°         |